# Ureter duplex
Der Ureter duplex ist eine angeborene Anomalie, anstelle des normalerweise einzelnen Harnleiters (Ureters) einer Niere gibt es derer zwei. Aus einer Niere entspringen zwei Harnleiter, die komplett getrennt bis zur Blase ziehen, im Beckenbereich kreuzen und in zwei getrennten Ostien in die Blase münden. Die Mündungsstelle des Ureters, der dem unteren Nierenbecken entspringt, liegt oberhalb der des anderen Ureters (Meyer-Weigert Regel).
Im Gegensatz dazu existieren beim Ureter fissus zwei Harnleiter pro Niere, die sich vor der Blase vereinigen.
Häufiger als beim Ureter fissus kommt es beim Ureter duplex zu einem vesikorenalen (von der Blase zurück in die Niere, meist über den Harnleiter des unteren Nierenbeckens) Reflux, der zu Infektionen der Niere oder Ureterozelenbildung führen kann. Auch ektope Mündungen des Ureters kommen häufiger vor.
Die exakte Feststellung der Ureterenverläufe wird durch eine radiologische retrograde Kontrastmitteluntersuchung der ableitenden Harnwege geliefert.